# NGC 2857
NGC 2857 هي مجرة حلزونية تقع في كوكبة الدب الأكبر (كوكبة). تم اكتشافه في 9 يناير 1856 من قبل R.J. ميتشل.
NGC 2857 هو الكائن الأول في أطلس هالتون من المجرات الغريبة وأيضاً واحد من ستة أجسام في قسم «منخفض السطوع سطح المجرات».

## مستعر اعظم 2012
في 10 أكتوبر 2012، لوحظ مستعر أعظم في NGC 2857 من قبل نظام الكشف التلقائي ماستر-كيسلوفودسك. تم حساب حجمه المطلق ليكون -19.8. كما تم تسجيل طيف وتحليلها من قبل فرق متعددة من العلماء وتغيرت بسرعة في الأيام التالية للكشف.

## وصلات خارجية
- Full Arp Atlas
- Halton Arp's image of Arp 1
- Constellation Locator
- SIMBAD Astronomical Database
- NASA/IPAC Extragalactic Database
- SN 2012fg detection announcement
- NGC 2857 على موقع ويكي سكاي: DSS2, SDSS, GALEX, IRAS, Hydrogen α, X-Ray, Astrophoto, Sky Map, Articles and images